# U-27
L'U-27 fu un sommergibile U-Boot Tipo VII A della Marina da guerra tedesca, attivo durante la seconda guerra mondiale. Ebbe vita breve, con solo due pescherecci britannici affondati. Venne affondato al largo delle isole Ebridi Esterne da bombe di profondità lanciate dai cacciatorpediniere britannici Fortune e Forester.

## Storia
L'U-27 venne ordinato dalla Kriegsmarine il 1º aprile 1935, facente parte del Piano Z che violava il trattato di Versailles. Impostato l'11 novembre 1935 nei cantieri AG Weser di Brema, venne varata il 24 giugno 1936 e commissionata alla Kriegsmarine come secondo sottomarino di tipo VII A (il primo fu l'U-33), il 12 agosto entrò in servizio sotto il comando del capitano di corvetta Hans Ibbeken.
Lasciò il porto militare di Wilhelmshaven alla sua prima pattuglia di guerra il 23 agosto 1939. Per un periodo di 24 giorni, viaggiò lungo la costa della Germania, Belgio e Paesi Bassi, attraversò lo stretto della Manica per andare nell'Oceano Atlantico al largo della costa dell'Irlanda. Qui affondò due pescherecci britannici, per un totale di 624 tonnellate. Il primo attacco è avvenuto alle 2:55 del 13 settembre, a nord-ovest dell'isola di Tory, quando il peschereccio Davara venne bombardato dal cannone del ponte dell'U-27. La seconda nave affondata fu il peschereccio Rudyard Kipling, l'attacco avvenne alle 3:53 del 16 settembre, a ovest della costa occidentale della neutrale Irlanda. Dopo l'affondamento della nave, i marinai tedeschi soccorsero l'equipaggio del peschereccio che ricevette cibo e vestiti caldi. Otto ore dopo, all'equipaggio del Rudyard Kipling venne permesso di rientrare con le loro scialuppe di salvataggio per remare le rimanenti 5 Miglia nautiche fino in Irlanda.
I cacciatorpediniere HMS Fortune e HMS Forester avevano fatto parte di uno sforzo concertato per trovare e affondare l'U-Boot che aveva attaccato i pescherecci. Il 20 settembre 1939, tre siluri vennero sparati contro le navi da guerra, ma non riuscirono a fare alcun danno in quanto questi esplodevano prematuramente. Le navi inglesi risposero con una serie di attacchi con bombe di profondità, uno dei quali danneggiò sufficientemente il sottomarino tedesco fino a costringerlo alla superficie. L'attacco di speronamento della HMS Fortune venne abbreviato quando divenne evidente che l'U-Boot si stava arrendendo. Tutti i 38 membri dell'equipaggio sopravvissero e vennero fatti prigionieri. L'U-27 divenne il secondo sottomarino tedesco ad essere affondato nella seconda guerra mondiale dopo che l'U-39 venne affondato il 14 settembre 1939.
| Data              | Nome            | Nazione     | Tipo         | Tonnellate | Risultato |
| ----------------- | --------------- | ----------- | ------------ | ---------- | --------- |
| 13 settembre 1939 | Davara          | Regno Unito | peschereccio | 291 t      | affondato |
| 16 settembre 1939 | Rudyard Kipling | Regno Unito | peschereccio | 333 t      | affondato |